# 魔王學園的反叛者～人類最初的魔王候補和自己的少女眷屬向着王座發起衝擊～
《魔王學園的反叛者～人類最初的魔王候補和自己的少女眷屬向着王座發起衝擊～》（日语：魔王学園の反逆者～人類初の魔王候補、眷属少女と王座を目指して成り上がる～），为日本久慈政宗所撰寫的輕小說，小說插畫爲kakao繪製。日文版小說由KADOKAWA旗下的角川Sneaker文库出版。繁體中文版小說由東立出版社出版。
2019年9月1日，久慈政宗通過第一卷小說後記告知讀者，本作漫畫化的企劃已經在進行中，而且在原作小說第一卷出版以前就已经商談過了，漫畫版將在（ComicWalker&niconico静画）連載（註：該欄目刊登周期爲周更）。
2020年1月1日，久慈政宗通過第二卷小說後記告知讀者，此前決定在進行web連載的策劃案已經終止，作為其替代方案，漫画改為在《月刊Dragon Age》杂志上连载。
2020年4月9日，通過富士見書房《月刊Dragon Age》2020年5月號雜誌封面（左上角）正式告知，由溝口ぜらちん負責繪製的《魔王學園的反叛者》漫畫版開始連載。

## 故事簡介
對於魔族來說人類只是奴隸。被選為下期魔王候補的普通男高中生盛岡雄斗，在轉入惡魔學校「銀星學園」受到蔑視。22名的魔王候補參與「魔王大戰」，最終的獲勝者將成為下任魔王。

## 登場角色

### 主要角色
盛岡雄斗（／）
男主角。就讀於銀星學園高中部一年級。持有“戀人”卡牌的魔王候補。轉學的第一天，就遇到學長來找麻煩。在學姊的協助下，擊退他，自己也昏迷後被學姊送到保健室，然後身上衣物只剩下內褲。
姫神莉澤爾（／）
女主角。就讀於銀星學園高中部二年級A班。雄斗所持有“戀人”卡牌的女王。
夕顏瀨雅（／）
就讀於銀星學園高中部一年級。雄斗所持有“戀人”卡牌的公主。
小岩井蕾娜（／）
就讀於銀星學園初中部二年級。雄斗所持有“戀人”卡牌的騎士。

### 銀星學園

#### 學園高層
岩洞巴巴託斯
銀星學園校長，同時也是魔界現任魔王。

#### 魔王候補
阿斯皮特·莱茵
就讀於銀星學園高中部二年級。持有“世界”卡牌的魔王候補。
星之丘史黛拉（／）
持有“星”卡牌的魔王候補。
奈特·加鲁纳克（／）
持有“戰車”卡牌的魔王候補。
三石伊比扎
持有“惡魔”卡牌的魔王候補。
好摩露吉
持有“審判”卡牌的魔王候補。

## 出版書籍

### 小說
| 卷数 | KADOKAWA      | KADOKAWA               | 東立出版社    | 東立出版社             | 單行本封面人物                    |
| 卷数 | 發售日期      | ISBN                   | 發售日期      | ISBN                   | 單行本封面人物                    |
| ---- | ------------- | ---------------------- | ------------- | ---------------------- | --------------------------------- |
| 1    | 2019年9月1日  | ISBN 978-4-0410-8723-7 | 2020年9月17日 | ISBN 978-957-265-647-1 | 盛岡雄斗 姫神莉澤爾 夕顏瀨雅      |
| 2    | 2020年1月1日  | ISBN 978-4-0410-8731-2 | 2021年8月23日 | ISBN 978-957-267-057-6 | 盛岡雄斗 夕顏瀨雅 星之丘史黛拉    |
| 3    | 2020年6月1日  | ISBN 978-4-0410-9664-2 | 2022年4月11日 | ISBN 978-957-268-789-5 | 盛岡雄斗 小岩井蕾娜 奈特·加鲁纳克 |
| 4    | 2020年10月1日 | ISBN 978-4-0411-0788-1 | 2023年3月27日 | ISBN 978-626-347-177-1 | 盛岡雄斗 姫神莉澤爾 早池峰夜鷹    |
| 5    | 2021年7月1日  | ISBN 978-4-0411-0794-2 | 2024年6月28日 | ISBN 978-626-372-380-1 | 盛岡雄斗 姫神莉澤爾               |

### 漫畫
本作漫畫紙質版連載開始於2020年4月9日，透過富士見書房《月刊Dragon Age》雜誌進行連載，每月9日更新一話。
本作漫畫網絡版連載開始於2020年5月24日，透過角川集團旗下的免費漫畫作品閱讀服務的網站ComicWalker進行連載，每月24日更新一話。除了首話，都採期間限定方式，連載進度比實體雜誌慢了2話。
| 卷数 | KADOKAWA      | KADOKAWA               |
| 卷数 | 發售日期      | ISBN                   |
| ---- | ------------- | ---------------------- |
| 1    | 2020年10月9日 | ISBN 978-4-04-073836-9 |
| 2    | 2021年7月9日  | ISBN 978-4-04-074175-8 |
| 3    | 2022年3月9日  | ISBN 978-4-04-074431-5 |
| 4    | 2023年1月7日  | ISBN 978-4-04-074753-8 |
| 5    | 2023年7月7日  | ISBN 978-4-04-074991-4 |
| 6    | 2024年4月9日  | ISBN 978-4-04-075365-2 |

## 外部鏈接
- 魔王学園の反逆者　～人類初の魔王候補、眷属少女と王座を目指して成り上がる～ （页面存档备份，存于）（Web版小說）（日語）
- 《魔王學園的反叛者》小說特設官方網站 （页面存档备份，存于）（日語）
- 《魔王學園的反叛者》漫畫網絡連載官方網站 （页面存档备份，存于）（日語）